# Les Thermopyles
Les Thermopyles est un triptyque d'Oskar Kokoschka. L'entrepreneur mécène Philipp Fürchtegott Reemtsma et sa femme l'ont donné à l'Université de Hambourg.

## Description
Le triptyque représente la bataille des Thermopyles.
Le panneau central situe l'action juste avant la défaite des Spartiates. Au bord gauche, on reconnait le devin Mégistias, qui prédit la défaite des Grecs. Sous son bras le traître Éphialtès de Trachis comme un idiot. Sur la partie droite, est représenté le combat entre le royaume de Perse et Sparte. Au-dessus trône Apollon. La panneau gauche montre le roi de Sparte Léonidas, qui fait ses adieux à sa femme et à son village prospère. Sur le panneau droit, on voit la conséquence de la défaite c'est-à-dire la destruction d'Athènes. La femme avec la chaîne et les lauriers de la victoire est la déesse Athena. À l'arrière-plan, le champ de bataille maritime évoque l'avenir des Perses qui perdront la bataille de Salamine.

## Source de la traduction
- (de) Cet article est partiellement ou en totalité issu de l’article de Wikipédia en allemand intitulé « Thermopylae (Kokoschka) » (voir la liste des auteurs).